# Coronacrisis in Europa

Aantal bevestigde sterfgevallen per miljoen inwoners in Europa (21 mei 2021)

Aantal bevestigde besmettingen per miljoen inwoners in Europa (17 mei 2020)

Dit artikel documenteert landen en regio's in Europa waar maatregelen zijn getroffen wegens het virus SARS-CoV-2 dat de coronapandemie veroorzaakt en voor het eerst opdook in Wuhan, China.

## Overzicht
| Land                     | Bevestigd | Doden  | Genezen   | Datum eerste besmetting(en) vastgesteld | Hoofdartikel                            |
| ------------------------ | --------- | ------ | --------- | --------------------------------------- | --------------------------------------- |
| Verenigd Koninkrijk      | 762.542   | 43.967 | n.v.t.    | 31 januari 2020                         | Coronacrisis in het Verenigd Koninkrijk |
| Spanje                   | 1.029.668 | 34.210 | n.v.t.    | 31 januari 2020                         | Coronacrisis in Spanje                  |
| Italië                   | 434.449   | 36.705 | 255.005   | 31 januari 2020                         | Coronacrisis in Italië                  |
| Duitsland                | 382.661   | 9.961  | 302.100   | 27 januari 2020                         | Coronacrisis in Duitsland               |
| Frankrijk                | 930.745   | 33.885 | 106.839   | 24 januari 2020                         | Coronacrisis in Frankrijk               |
| Turkije                  | 195.883   | 5.082  | 169.182   | 11 maart 2020                           | Coronacrisis in Turkije                 |
| België                   | 240.159   | 10.489 | 21.476    | 3 februari 2020                         | Coronacrisis in België                  |
| Nederland                | 253.134   | 6.873  | n.v.t     | 27 februari 2020                        | Coronacrisis in Nederland               |
| Zwitserland              | 91.763    | 2.145  | 54.600    | 25 februari 2020                        | Coronacrisis in Zwitserland             |
| Rusland                  | 1.447.335 | 24.952 | 1.096.560 | 31 januari 2020                         | -                                       |
| Portugal                 | 103.736   | 2.213  | 61.898    | 2 maart 2020                            | -                                       |
| Oostenrijk               | 69.409    | 925    | 52.617    | 25 februari 2020                        | Coronacrisis in Oostenrijk              |
| Zweden                   | 107.355   | 5.929  | n.v.t.    | 31 januari 2020                         | Coronacrisis in Zweden                  |
| Ierland                  | 52.256    | 1.865  | 23.364    | 29 februari 2020                        | -                                       |
| Polen                    | 202.579   | 3.851  | 98.884    | 4 maart 2020                            | -                                       |
| Roemenië                 | 191.102   | 6.065  | 137.835   | 26 februari 2020                        | -                                       |
| Denemarken               | 37.003    | 690    | 30.432    | 27 februari 2020                        | Coronacrisis in Denemarken              |
| Noorwegen                | 16.772    | 279    | 11.863    | 26 februari 2020                        | -                                       |
| Tsjechië                 | 193.946   | 1.619  | 79.108    | 1 maart 2020                            | -                                       |
| Servië                   | 36.608    | 780    | 31.536    | 6 maart 2020                            | -                                       |
| Oekraïne                 | 315.826   | 5.927  | 132.219   | 3 maart 2020                            | -                                       |
| Luxemburg                | 11.241    | 136    | 8.471     | 23 maart 2020                           | -                                       |
| Wit-Rusland              | 61.095    | 377    | 44.126    | 28 februari 2020                        | -                                       |
| Finland                  | 7.198     | 328    | 6.600     | 29 februari 2020                        | -                                       |
| Griekenland              | 26.469    | 528    | 9.989     | 28 februari 2020                        | Coronacrisis in Griekenland             |
| Moldavië                 | 16.080    | 521    | 8.963     | 8 maart 2020                            | -                                       |
| IJsland                  | 1.836     | 10     | 1.814     | 28 februari 2020                        | -                                       |
| Kroatië                  | 2.624     | 107    | 2.152     | 25 februari 2020                        | -                                       |
| Hongarije                | 4.138     | 578    | 2.681     | 4 maart 2020                            | -                                       |
| Estland                  | 1.986     | 69     | 1.812     | 27 februari 2020                        | -                                       |
| Slovenië                 | 1.572     | 109    | 1.376     | 4 maart 2020                            | -                                       |
| Litouwen                 | 1.813     | 78     | 1.503     | 28 februari 2020                        | -                                       |
| Azerbeidzjan             | 15.890    | 193    | 8.719     | 28 februari 2020                        | -                                       |
| Bosnië en Herzegovina    | 3.935     | 178    | 2.338     | 5 maart 2020                            | -                                       |
| Armenië                  | 23.909    | 421    | 12.911    | -                                       | -                                       |
| Noord-Macedonië          | 4.664     | 216    | 1.836     | 27 februari 2020                        | -                                       |
| Slowakije                | 1.657     | 28     | 1.455     | 6 maart 2020                            | -                                       |
| Bulgarije                | 4.513     | 215    | 2.457     | 8 maart 2020                            | -                                       |
| Cyprus                   | 994       | 19     | 824       | 9 maart 2020                            | -                                       |
| Letland                  | 1.115     | 30     | 932       | 2 maart 2020                            | -                                       |
| Andorra                  | 855       | 52     | 799       | 2 maart 2020                            | -                                       |
| Albanië                  | 2.230     | 53     | 1.346     | 9 maart 2020                            | -                                       |
| Malta                    | 5.026     | 46     | 3.331     | 7 maart 2020                            | -                                       |
| San Marino               | 698       | 42     | 656       | 27 februari 2020                        | -                                       |
| Georgië                  | 1.825.598 | 16.965 | 1.776.548 | 26 februari 2020                        |                                         |
| Kosovo                   | 2.169     | 37     | 1.047     | 13 maart 2020                           | -                                       |
| Montenegro               | 469       | 9      | 315       | 17 maart 2020                           | -                                       |
| Faeröer                  | 187       | 0      | 93        | 4 maart 2020                            | -                                       |
| Man                      | 300       | 9      | 0         | 20 maart 2020                           | -                                       |
| Gibraltar                | 132       | 0      | 52        | 3 maart 2020                            | -                                       |
| Monaco                   | 271       | 2      | 227       | 29 februari 2020                        | -                                       |
| Liechtenstein            | 82        | 1      | 81        | 3 maart 2020                            | -                                       |
| Noord-Cyprus             | 20        | 0      | 0         | 10 maart 2020                           | -                                       |
| Groenland                | 11        | 0      | 3         | 16 maart 2020                           | -                                       |
| Vaticaanstad             | 27        | 0      | 15        | 6 maart 2020                            | -                                       |
| Jersey                   | 6         | 0      | 0         | 10 maart 2020                           | -                                       |
| Åland                    | 4         | 0      | 0         | 22 maart 2020                           | Coronacrisis in Åland                   |
| Guernsey                 | 1         | 0      | 0         | 9 maart 2020                            | -                                       |
| Spitsbergen en Jan Mayen | 0         |        | -         | -                                       |                                         |

## Gevolgen
Veel Europese landen sloten in maart 2020 hun grenzen voor niet noodzakelijke reizen en/of legden quarantaines op aan reizigers komende van andere landen. Het internationaal reizen werd vrijwel onmogelijk, daar bijna alle vluchten werden geannuleerd. Internationale veerdiensten, treinen en bussen voor reizigers werden beperkt. Bovendien waren in de meeste landen alle accommodaties en horeca gesloten, wat het reizen lastig maakte voor reizigers met individueel vervoer. 
Al snel na de massale sluiting van de grenzen zijn Europese afspraken gemaakt zodat 'gestrande' reizigers van alle Europese landen het recht hadden om terug te reizen naar hun thuisland en hiervoor doorgang moesten krijgen door 'gesloten' landen. Zo moesten Litouwers die in Duitsland waren door Polen heen kunnen reizen. Er werden regelingen getroffen voor grensarbeiders en voor chauffeurs voor het internationaal vrachtvervoer.
Vanwege de coronacrisis in Europa werden op 8 mei 2020 alle grote plechtigheden ter herdenking van de 75e verjaardag van het einde van de Tweede Wereldoorlog in Europa geschrapt. In de plaats daarvan vonden bescheiden herdenkingen plaats. Enkel in Wit-Rusland vond een grote parade plaats.

## Europees beleid
Gezondheidszorg en veiligheid zijn nationale bevoegdheden, waarop de Europese Unie weinig invloed heeft. Alleen het beleid over de Europese buitengrenzen is gemeenschappelijk. Wel is het vrij verkeer van reizigers en goederen binnen Europa een van de basisprincipes van de Europese interne markt, die alleen maar tijdelijk door noodmaatregelen opgeheven kan worden. Reizigers komende van buiten de Europese Economische Ruimte kregen tijdens de coronacrisis een 14-daagse quarantaine opgelegd. Wel werd gepoogd het beleid van de landen te coördineren en afspraken vast te leggen.
In verband met de coronacrisis werden drie grote beleidsterreinen voor de Europese Unie:
- Het heropenen van de Europese binnengrenzen en het op gang brengen van de toeristische sector, die zwaar getroffen werd.[5] Veel Europese landen hebben hun grenzen voor gesloten voor niet noodzakelijk verkeer en/of quarantaines opgelegd voor reizigers uit Europese landen. Er werd een protocol vastgelegd voor vliegtuigen die reizen binnen Europa, waarbij mondmaskers verplicht werden gesteld en er minstens twaalf uur vooraf een gezondheidsverklaring ingevuld moest worden.[6][7]
- De gezamenlijke aankoop van vaccins (van zodra die beschikbaar waren) om onderlinge concurrentie te vermijden.
- Een Europees herstel- en stimuleringsplan om de economische schade als gevolg van de coronacrisis te herstellen.

### Heropening binnengrenzen
Diverse landen zoals Portugal, Griekenland en Italië openden hun grenzen opnieuw voor toeristen uit 'veilige' Europese landen. Sommige voorwaarden zoals een gezondheidsverklaring werden mogelijk opgelegd.
Voor sommige eilanden zoals de Canarische Eilanden, de Balearen en Kreta die sterk afhankelijk zijn van het toerisme en met rechtstreekse vluchten bereikbaar zijn, werden aparte regelingen voorgesteld.
Andere landen stelden reisbubbels voor waarbij buurlanden die een gelijkaardige veilige epidemiestatus hebben de grenzen met elkaar openen en toerisme over en het weer toelaten. Bij deze reisbubbels moesten de staten een gelijkaardig infectieniveau hebben, elkaar vertrouwen en informatie uitwisselen. Zo wilde Oostenrijk zijn grenzen openen met onder andere Duitsland, Zwitserland en Tsjechië. Tsjechië, Kroatië en Slowakije wilden met elkaar een reisbubbel vormen. België wenste een corridor te vormen met Nederland, Frankrijk, Duitsland en Luxemburg. De Baltische staten, Estland, Letland en Litouwen hebben een Europese reisbubbel gevormd.
Na een video-overleg met de Europese ministers op 5 juni 2020 is aangekondigd dat de meeste grenscontroles binnen Europa opgeheven worden vanaf 15 juni. Sommige landen zoals Spanje zullen hun grenzen later openen. De meeste landen kondigden al aan dat ze hun grenzen openen vanaf 15 juni voor niet-essentiële reizen (toerisme). Sommige landen zullen nog steeds een quarantaine eisen voor reizigers komende uit 'onveilige' (veel besmettingen) landen. Zweden en het Verenigd Koninkrijk werden vaak als onveilig land beschouwd. Het Verenigd Koninkrijk voer zijn eigen koers: vanaf 8 juni werd een controversiële veertiendaagse quarantaine opgelegd aan alle binnenkomende reizigers, met uitzondering van Ierland. Dit gold voor alle Europese landen, evenals inwoners die terugkeerden naar het Verenigd Koninkrijk.
Met de tweede golf van de pandemie werden de grenzen officieel niet meer gesloten, maar veel landen legden quarantaines op aan reizigers die binnenkwamen. Vaak moesten vooraf formulieren ingevuld worden en werden negatieve PCR-testen geëist. Na de ontdekking van een meer besmettelijke virusvariant in het Verenigd Koninkrijk, hebben bijna alle landen tijdelijk hun grenzen gesloten voor reizigers uit het Verenigd Koninkrijk.

### Digitaal vaccinatiepaspoort
Op de Europese top van 25 februari 2021 is overeengekomen om een Europees digitale vaccinatiepaspoort in te voeren voor de zomer van 2021. Veel Europese landen ontwikkelen hun eigen app, waarbij een certificaat wordt getoond. Hiermee kregen de personen die een groen certificaat konden tonen, toegang tot evenementen en andere locaties. Dit certificaat werd gegeven op basis van een recente negatieve coronatest, een volledige vaccinatie of een opgelopen besmetting en genezing in de afgelopen zes maanden. 
Deze nationale apps bleven bestaan, maar toonden later ook een standaard Europese twee-dimensionale barcode die alle Europese landen accepteerden. Op 29 april 2021 keurde het Europees Parlement het Europees vaccinatiepaspoortproject goed. Gevaccineerden of personen die eerder de ziekte hebben opgelopen, hadden geen test- of quarantaineverplichtingen meer binnen Europa. 
Op 20 mei 2021 bereikten bereikte het Europees parlement en de EU-lidstaten een akkoord over een digitaal vaccinatiepaspoort. De Europese Unie ging voor honderd miljoen euro uitgeven om de testkosten voor reizigers te drukken. Het gratis maken van de testen voor reizigers was een streefdoel van het Europees parlement. Veel landen kozen wel voor het principe van gratis testen, maar wilden de kosten daarvoor niet volledig dragen. 
Op 8 juni 2021 heeft het Europees parlement het COVID-vaccin-paspoort definitief goedgekeurd met de ingangsdatum van 1 juli 2021. Negen Europese landen geven al op 9 juni 2021 Europese certificaten af.

## Algemene evolutie

### Eerste golf
De pandemie brak in alle hevigheid uit in het grootste delen van Europa in maart/april: eerst Italië en daarna Spanje, Frankrijk en de andere landen. Er waren twee bekende belangrijke lokale uitbraken die de ziekte over heel Europa verspreidden:
- Van 17 tot 21 februari was er een internationale evangelische bijeenkomst van de 'Église Porte ouverte chrétienne' in Mulhouse. Bij deze bijeenkomst werden ongeveer duizend personen besmet die het virus thuisbrachten − vooral in het oosten van Frankrijk, maar ook in de rest van Frankrijk, Duitsland en andere landen.[17]
- In Ischgl, een skidorp in Oostenrijk, was er een corona-uitbraak. Op 5 maart 2020 plaatste de IJslandse overheid het gebied op de risicolijst, nadat diverse teruggekomen toeristen besmet waren. Op 7 maart werd een ober in de après-skibar Kitzloch positief getest. Twee dagen later werd de bar gesloten. De Paznaunvallei, waar Ischgl zich bevindt, werd op 13 maart in quarantaine geplaatst, maar de meeste toeristen konden het gebied verlaten en de rest van Europa besmetten (er was een vooraankondiging waardoor veel toeristen de vallei halsoverkop konden verlaten en er waren geen voorbereidingen getroffen om de toeristen tegen te houden). Volgens de Oostenrijkse geneeskundige dienst was Ischgl de bron van meer dan achthonderd infecties in Oostenrijk en meer dan dubbel dit aantal in het buitenland, in het bijzonder in Duitsland en Scandinavië.[18] In oktober 2020 concludeerde een onderzoekscommissie dat er sprake was van grove nalatigheid van de lokale en de nationale overheid in Oostenrijk.[19]

De carnavalperiode in 2020 was van 23 februari tot en met 25 februari. In veel landen van Europa wordt carnaval gevierd en dit heeft bijgedragen aan het snel verspreiden van het virus. Er waren in die tijd nog geen beperkende maatregelen genomen. Bovendien was het nog niet bekend dat het virus zich kon verspreiden door virusdragers zonder symptomen. Hierdoor kon het virus zich ongemerkt verspreiden en grote evenementen zoals carnaval en voetbalwedstrijden (zeker met internationaal reizende voetbalsupporters) versnelden de verspreiding van het virus. 
Initieel waren de infecties minder in Oost-Europa. Vanaf juni verminderde de pandemie en werden er veel maatregelen versoepeld en werden lockdowns opgeheven. De piek voor de EU/EEA + UK, in het aantal nieuwe geregistreerde infecties, werd bereikt begin april. De piek in ziekenhuisopnames/-bezetting/-ontslagen liep echter vele weken achter. Daarna was er een geleidelijke afname tot juni. Midden juli waren de eerste tekenen van een nieuwe opleving van de besmettingen zichtbaar. Toeristen konden in de zomer binnen Europa met weinig beperkingen rondreizen. Quarantainemaatregelen en reisbeperkingen konden echter plots toegepast worden bij uitbraken, waardoor grote onzekerheid was voor toeristen. Veel vakantiegangers verkozen om in eigen land vakantie te vieren.

### Tweede golf
Vanaf augustus 2020 begonnen in veel landen de infecties weer op te lopen, vaak in bepaalde gebieden zoals in de provincie Antwerpen. Met lokale maatregelen konden die uitbraken vaak ingedamd worden. In de loop van september kwamen er echter meer en meer uitbraken en liep het aantal besmettingen overal op. 
Veel verplichte quarantaines werden weer opgelegd aan reizigers afkomstig uit deze risicogebieden. De infecties kwamen vooral voor onder de jongeren en jongvolwassenen. Deze keerden terug van vakantie waarbij de beperkende maatregelen (social distancing en mondmaskers) niet waren gerespecteerd. In september gingen in alle landen alle onderwijsinstellingen weer open en waren er veel sociale contacten en feesten onder dit deel van de bevolking, als een inhaalslag voor de langdurige sociale isolatie. Het aantal ziekenhuisopnames en sterfgevallen bleef nog beperkt door de beperkte kwetsbaarheid van dit deel van de bevolking. 
Eind september liepen echter de opnames en sterfgevallen op, doordat ook oudere mensen besmet raakten. De piek van het aantal besmettingen tijdens de tweede golf trad op omstreeks 10 november 2020. De piek in aantal overlijdens was op 28 november.
In het algemeen bewoog het zwaartepunt van de pandemie naar het oosten van Europa. De landen die op tijd harde maatregelen namen, hadden een beperkte tweede golf. Noorwegen, Ierland en Finland behaalden de beste resultaten. Vooral Oost-Europese landen die tijdens de eerste golf nauwelijks getroffen waren, kregen het tijdens de tweede golf zwaar te verduren. Bulgarije en Hongarije waren hierin uitschieters. Tsjechië, dat nauwelijks problemen had in de eerste golf, heeft twee hoge besmettingspieken gehad tijdens de tweede golf (27 oktober en 10 januari). Een derde piek, vrijwel even hoog als de vorige twee pieken, met de Britse variant vond plaats op 4 maart 2021. Deze piek wordt echter tot de Europese derde golf gerekend.

### Derde golf
De derde golf brak in het voorjaar van 2021 uit. De opkomst van de meer besmettelijke Britse virusvariant veroorzaakte een opleving van de besmettingen ondanks de stijgende vaccinatiegraad (die nog beperkt was) en de al opgebouwde immuniteit bij de bevolking door eerdere besmettingen. Sommige landen hebben de coronamaatregelen te vroeg versoepeld (vooral rond de eindejaarsfeestdagen). Het Verenigd Koninkrijk heeft de derde golf eerder gehad met een piek omstreeks 9 januari 2021. Naast de strenge lockdownmaatregelen begon de stijgende vaccinatiegraad, die hoger was dan in de rest van Europa, zijn effect te hebben. De piek van het aantal besmettingen in Europa van de derde golf werd bereikt in de twaalfde week (22 t/m 28 maart) in 2021. Eerst zette de daling zich geleidelijk in, maar vanaf de 17de week (eind april) begon een snelle daling.

### Vierde golf
De vierde golf begon vanaf eind september 2021. Tegen september waren veel landen van Europa de coronamaatregelen, versoepeld of afgeschaft. Na de zomervakantie waren de scholen weer open en gingen veel werknemers weer in het bedrijf/kantoor werken. Door de herfst verplaatsten veel activiteiten naar binnen en werden de kansen op virusbesmettingen groter (seizoenseffect). Het vaccinatietempo vertraagde, omdat de meeste mensen die een vaccin wilden, al gevaccineerd waren en er bij de overblijvende niet-gevaccineerden weinig animo was voor vaccinatie. Bij de oudere gevaccineerden (65+) nam de effectiviteit van vaccins af, zeker als die lang geleden waren geprikt. Daarnaast circuleerde voor vrijwel 100% de zeer besmettelijke deltavariant.
Het aantal besmettingen was even hoog of hoger dan bij de vorige golven, maar door de hoge vaccinatiegraad, was het aantal ziekenhuisopnames relatief klein. Bij veel landen waren er echter toch onvoldoende ziekenhuisbedden door het hoog aantal besmettingen. Bovendien werd geprobeerd veel niet-Covid-patiënten te behandelen. In de herfst waren de ziekenhuizen al druk met de vele luchtweginfecties (griep) en wegens de normale economische activiteit waren er ook veel meer verkeersgewonden (bij een volledige lockdown is de kans op verkeersongelukken veel kleiner).
Er waren veel verschillen in het verloop van de pandemie per land. Sommige landen zoals Italië, Portugal en Spanje hadden weinig last van deze golf. Er zijn een combinatie van factoren die invloed hebben op het verloop van de pandemie van land. Dit zijn drie barrières:
- De vaccinatiegraad van het land en de spreiding hiervan. Soms zijn er locaties en of groepen waar de vaccinatiegraad laag is en die kunnen op hun beurt de rest van de bevolking besmetten.
- De beperkende coronamaatregelen om de verspreiding van het virus te beperken en ook de mate waarin de maatregelen gerespecteerd worden.
- De opgelopen immuniteit bij de bevolking door de in het verleden oplopen infecties. Landen zoals Italië hebben het zwaar te verduren gehad en in het verleden veel infecties gehad. De bevolking nam de bestrijding van het virus daardoor ook heel serieus en er was weinig vaccinatieweigering.

Veel landen namen beperkende coronamaatregelen, vooral de uitbreiding van mondmaskerplichten en verruiming van het gebruik van 3G-coronapassen. Het sluiten van economisch sectoren werd zoveel mogelijk vermeden (geen lockdowns of sluiting van scholen). Er was in veel landen een discussie op gang gekomen over het invoeren van 2G (alleen gevaccineerd of genezen, geen testen) en ander beperkende maatregelen voor niet-gevaccineerden. In Oostenrijk is een partiële lockdown voor niet-gevaccineerden ingevoerd. Hierbij moesten ze thuisblijven, behalve voor werk, noodzakelijke boodschappen en vaccinaties.
In veel landen werd de derde prik-(booster)campagne opgezet voor de ouderen en zorgverleners, om de afzwakkende immuniteit te versterken. Ook gevaccineerden kunnen besmet geraken en hoewel ze weinig kans hebben om in het ziekenhuis te belanden, kunnen ze toch andere mensen infecteren.

### Vijfde golf (omikron)
Tegen december 2021 begon de zeer besmettelijke omikronvariant in Europa door te breken. In het Verenigd Koninkrijk kwam de omikronvariant eerder naar voor en veel landen namen maatregelen om de import van de variant uit het VK af te remmen. De opgebouwde immuniteit door vaccinatie en besmettingen met eerdere varianten was onvoldoende om besmettingen tegen te houden, maar beschermde de meeste mensen wel tegen ernstige ziekteverschijnselen. Alleen een booster gaf enige bescherming. 
Gaandeweg werd duidelijk voor de beleidmakers dat de variant minder ziekmakend was en dat er veel minder ziekenhuisopnames nodig waren en dat die korter duurden (vooral minder IC). Sommige landen besloten ondanks het stijgende aantal infecties het risico te nemen om toch hun coronamaatregelen te versoepelen, met de inschatting dat het aantal ziekenhuisopnames zou meevallen. Vanaf januari bereikten sommige landen de piek aan besmettingen (positieve testen):
- 2 januari: Malta
- 3 januari: Griekenland
- 5 januari: Verenigd Koninkrijk
- 8 januari: Cyprus
- 11 januari: Finland
- 12 januari: Ierland
- 13 januari: Spanje
- 14 januari: Italië, Luxemburg
- 20 januari: Bosnië en Herzegovina
- 22 januari: Albanië
- 25 januari: Frankrijk, Kosovo
- 26 januari: Kroatië
- 27 januari: Zweden, Zwitserland, Bulgarije, Noord Macedonië
- 28 januari: België
- 29 januari: Denemarken, Portugal
- 30 januari: Noorwegen
- 31 januari: Hongarije, Nederland, Servië, Moldavië

- 2 februari: Polen, Oostenrijk, Tsjechië, Slovenië
- 4 februari: Roemenië
- 5 februari: Litouwen
- 6 februari: Estland
- 8 februari: Turkije
- 10 februari: Duitsland, Oekraïne
- 14 februari: Wit-Rusland, Letland
- 15 februari: Rusland
- 25 februari: IJsland

### Vaccins
De Europese Unie kocht voor de lidstaten gezamenlijk diverse in ontwikkeling zijnde vaccins aan. Het eerste dat van het Europese geneesmiddelenbeoordelingscomité van het Europees Geneesmiddelenbureau (European Medicines Agency, EMA) een positief advies kreeg was het BioNTech/Pfizer-vaccin. Dit gebeurde op 21 december 2020, meteen daarna zijn de eerste Europese landen begonnen met vaccineren. Het Verenigd Koninkrijk volgde zijn eigen goedkeuringstraject, daar werd op 8 december het eerste vaccin toegediend.
Het Moderna-vaccin (mRNA-1273) is op 6 januari 2021 goedgekeurd door het Europees Geneesmiddelenbureau.
Het AstraZeneca-vaccin (AZD1222) is op 29 januari 2021 goedgekeurd door het Europees Geneesmiddelenbureau. Op 26 maart 2021 kreeg de Leidse vaccinproducent HALIX van AstraZeneca toestemming om voor de EU te produceren. Tot dan toe produceerde de fabrikant alleen voor de Britse markt.
Het Johnson & Johnson/Janssen-vaccin werd op 11 maart 2021 goedgekeurd door het Europees Geneesmiddelenbureau. De eerste leveringen voor Europa werden voorzien voor april 2021.
Er waren problemen om op tijd, volgens de contracten, te leveren, dit betrof vooral het AstraZeneca-vaccin. Regelmatig werden de beloofde hoeveelheden vaccin naar beneden bijgesteld.

## Bevestigde besmettingen

### Albanië
Op 9 maart 2020 werden de eerste twee besmettingen in Albanië gerapporteerd. Het betrof een vader en zoon die onlangs uit Italië terugkeerden.

### Andorra
Op 2 maart 2020 werd de eerste besmetting in Andorra gemeld, een staat tussen Frankrijk en Spanje.

### Bosnië en Herzegovina
Op 5 maart 2020 werd de eerste besmetting in Bosnië en Herzegovina bevestigd.

### Bulgarije
Op 8 maart 2020 werd de eerste besmetting in Bulgarije bevestigd.

### Cyprus
Op 9 maart 2020 werd de eerste besmetting op Cyprus bevestigd.

### Denemarken

#### Faeröer
Op 4 maart 2020 werd de eerste besmetting van het virus op de eilandengroep Faeröer gemeld. Faeröer vormt een autonome regio binnen het Koninkrijk Denemarken.

#### Groenland
Op 16 maart 2020 werd de eerste besmetting op Groenland, een autonoom gebied binnen het Koninkrijk Denemarken, bevestigd.

### Estland
Op 27 februari 2020 werd een eerste patiënt in Estland vastgesteld. Op 4 maart 2020 waren dit er 2.

### Finland
Op 29 januari 2020 werd de eerste patiënt in Finland vastgesteld.
Op 4 maart 2020 stond het aantal besmettingen op 285, waarvan twaalf genezen. Vier mensen waren tot dan toe overleden aan het virus.

#### Åland
Op 22 maart 2020 werd de eerste patiënt in de autonome regio Åland vastgesteld

### Hongarije
Op 4 maart 2020 werd de eerste besmetting in Hongarije gemeld.

### Griekenland
Op 26 februari 2020 werd de eerste besmetting in Griekenland bevestigd.

### Ierland
Op 29 februari 2020 werd de eerste besmetting met het virus in Ierland gemeld. Op 4 maart was het aantal besmettingen opgelopen tot 6 stuks. De Ierse premier Leo Varadkar ging vanwege de crisis weer één dag in de week aan de slag als arts. Een eerste lockdown in maart 2020 werd in mei 2020 versoepeld, maar vanaf 21 oktober gold opnieuw een lockdown, voor de duur van 6 weken.

### IJsland
Op 28 februari 2020 heeft ook IJsland een eerste besmetting waargenomen, de man in kwestie is in quarantaine geplaatst in het Landspítali, het nationale academische ziekenhuis.
Op 4 maart 2020 stond het aantal besmette personen in IJsland op 26, op 25 maart op 802. IJsland werd die maand het land met naar verhouding de meeste geteste burgers, en daarbij bleek dat ruim de helft van de geteste personen geen symptomen vertoonde.

### Kosovo
Op 13 maart 2020 werden de eerste twee besmettingen in Kosovo gerapporteerd. Op 19 maart was het aantal besmettingen in Kosovo gestegen naar 19.

### Kroatië
Op 25 februari 2020 werd de eerste besmetting met het virus in Kroatië gemeld. Op 4 maart 2020 was het aantal besmettingen opgelopen tot tien stuks.

### Letland
Op 2 maart 2020 werd de eerste besmetting van het virus in Letland gemeld.

### Liechtenstein
Op 3 maart 2020 werd de eerste besmetting in Liechtenstein bevestigd.

### Litouwen
Op 28 februari 2020 werd de eerste besmetting in Litouwen bevestigd.

### Luxemburg
Op 29 februari 2020 werd de eerste besmetting in Luxemburg bevestigd.

### Malta
Op 7 maart 2020 werd de eerste besmetting op Malta bevestigd.

### Moldavië
Op 8 maart 2020 werd de eerste besmetting in Moldavië bevestigd.

### Monaco
Op 29 februari 2020 werd de eerste besmetting in Monaco bevestigd.

### Montenegro
Op 17 maart 2020 werd de eerste besmetting in Montenegro gerapporteerd.

### Noord-Cyprus
Op 10 maart 2020 werd de eerste besmetting in Noord-Cyprus, officieel de Turkse Republiek Noord-Cyprus, bevestigd.

### Noord-Macedonië
Op 27 februari 2020 werd de eerste besmetting in Noord-Macedonië vastgesteld.

### Noorwegen
Op 26 februari 2020 werd bekend dat er in Noorwegen iemand besmet was met het coronavirus. Het ging om een inwoner van het noorden van het land, die recent in China was geweest. De persoon was gezond en had geen symptomen. Op 12 maart werd bekend dat de Noorse koning en zijn vrouw in quarantaine moesten, dit omdat zij op staatsbezoek waren geweest in Jordanië en de Noorse wet voorschreef dat iedereen die een reis had gemaakt buiten Scandinavië, bij thuiskomst in thuisquarantaine moest.

### Oekraïne
Op 3 maart werd de eerste besmetting in Oekraïne bevestigd.

### Oostenrijk
Op 25 januari 2020 doken er twee besmettingen op in een skigebied in de Oostenrijkse stad Innsbruck. De twee besmette personen waren kort daarvoor in de Italiaanse provincie Lombardije geweest. Vermoedelijk hebben ze het virus daar opgelopen. Het coronavirus werd slechts één keer eerder in Oostenrijk aangetroffen.

### Polen
Op 4 maart 2020 werd de eerste besmetting in Polen bevestigd.

### Portugal
Op 2 maart 2020 werden de eerste twee besmettingen in Portugal bevestigd.

### Roemenië
Op 26 februari werd de eerste besmetting in Roemenië bevestigd.
Op 6 maart waren er in Roemenië negen bevestigde besmettingen waarvan drie waren hersteld.

### Rusland
Op 31 januari 2020 werden twee besmettingen bevestigd, een in Oblast Tjoemen, en een ander in Kraj Transbaikal. Beide besmettingen betroffen Chinese staatsburgers, die sindsdien zijn hersteld van COVID-19.
Op 2 maart werd er opnieuw een besmetting gerapporteerd, ditmaal in de regio van Moskou.
Als een der laatste landen in Europa nam Rusland op 29 maart maatregelen tegen de verspreiding van het coronavirus. President Poetin beloofde alle Russen vakantie van minimaal een week. Wel waren winkelcentra, grote stadsparken en restaurants nu dicht. Ook de schoonheidssalons waren gesloten. Ondanks meer dan 1.500 bevestigde besmettingen in Rusland suggereerden de autoriteiten dat het grootste gevaar nog altijd van buitenlanders kwam.

### San Marino
Op 27 februari 2020 werd de eerste besmetting in San Marino bevestigd.

### Servië
Op 6 maart 2020 werd de eerste besmetting in Servië gerapporteerd.

### Slovenië
Op 4 maart 2020 werd de eerste besmetting in Slovenië bevestigd. Het betrof een 60-jarige die onlangs via Italië uit Moskou was teruggekeerd. Deze reiziger werd opgenomen in een ziekenhuis in Ljubljana.
Op 5 maart werden 5 nieuwe besmettingen bevestigd, twee hiervan hadden nauw contact met de eerste patiënt. Het totaal stond hiermee op 6 besmettingen.

### Slowakije
Op 6 maart 2020 werd de eerste besmetting in Slowakije bevestigd.

### Tsjechië
Op 1 maart 2020 werden de eerste drie besmettingen vastgesteld in Tsjechië. Reeds op 12 maart kondigde de regering voor het eerst in de moderne geschiedenis van het land de noodtoestand af, voor het hele land. Op 16 maart sloot het land zijn grenzen, en werd een nationale “lockdown light” afgekondigd. De maatregelen werden telkens verlengd, en einde mei geleidelijk versoepeld. Het aantal besmettingen en overlijdens (op 25 mei geraamd op 8972, resp. 317) lag in Tsjechië einde mei naar verhouding bijzonder laag.
In het najaar 2020 en begin 2021 heeft het land twee pieken in besmettingen gehad:
- eind oktober 2020
- begin januari 2021

Volgens epidemiologen waren er meerdere fouten in het beleid van de regering:
- in augustus 2020, bij de eerste opleving van de tweede golf, werd de herinvoering van mondmaskerplicht gepleit door de epidemiologen niet uitgevoerd en in september werden de scholen heropend. De verkiezingstijd bemoeilijkte het op tijd nemen van maatregelen en pas laat oktober werden die genomen.
- Tegen kerstmis werden de maatregelen te vroeg versoepeld en het aantal infecties nam snel weer toe, wat resulteerde in een lockdown na kerstmis.
- Met de komst van meer besmettelijke virusvarianten werden weer geen maatregelen genomen en kwam er weer een besmettingspiek. Begin maart 2021 werd opnieuw een lockdown ingevoerd.

### Turkije
Op 11 maart 2020 werd de eerste besmetting in Turkije bevestigd.
In Turkije werd door president Erdogan vanaf 23 maart mensen ouder dan 65 jaar verboden naar buiten te gaan. Veel bankjes in parken, waar ouderen graag op zitten, werden verwijderd.

### Vaticaanstad
Op 6 maart 2020 werd de eerste besmetting in Vaticaanstad gerapporteerd. 
Op 27 maart 2020 hield Paus Franciscus een gebedsdienst op een verder leeg Pietersplein. Na het einde sprak hij de zegen "Urbi et Orbi" uit, dit is de hoogste pauselijke zegen.

### Verenigd Koninkrijk

#### Gibraltar
Op 3 maart werd de eerste besmetting in Gibraltar gemeld.

#### Guernsey
Op 9 maart 2020 werd de eerste besmetting op Guernsey gemeld. Het betrof een persoon die onlangs van Tenerife terugkeerde.

#### Jersey
Op 10 maart 2020 werd de eerste besmetting op Jersey bevestigd. Het betrof een persoon die onlangs uit Noord-Italië terugkeerde.

#### Man
Op 20 maart 2020 werden de eerste twee besmettingen op het eiland Man bevestigd.

### Wit-Rusland
Op 28 februari 2020 werd de eerste besmetting in Wit-Rusland bevestigd.
Als laatste land in Europa gingen in Wit-Rusland op 29 maart sportwedstrijden nog gewoon door met volle tribunes alsof er niets aan de hand was. President Lukashenko, die de zorgen om het coronavirus openlijk bagatelliseerde, deed zelf mee aan een ijshockeywedstrijd. Zijn advies tegen het coronavirus: "Drink veel wodka, ga naar de sauna en werk hard."

### Zweden
Op 31 januari 2020 testte een patiënt in een ziekenhuis in de Zweedse stad Jönköping positief voor het virus. Zij lag afgezonderd in het ziekenhuis en vertoonde geen ernstige symptomen. Zweden hanteerde een flexibele strategie gebaseerd op individuele verantwoordelijkheid en vertrouwen.

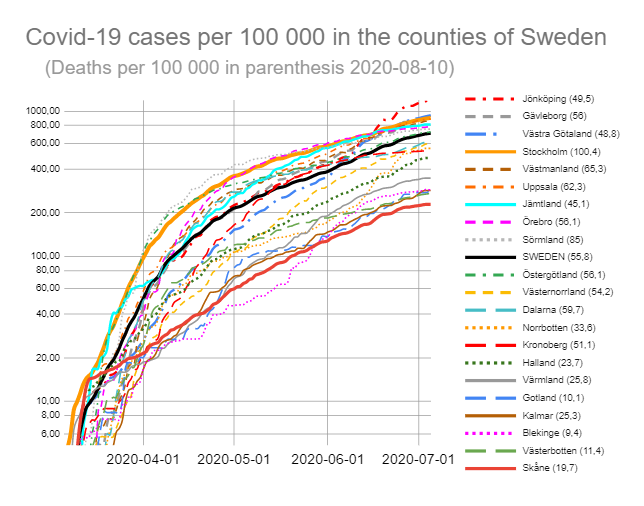
progressie van de sterfecijfers per regio

Op 26 maart waren in Zweden, als laatste land in de Europese Unie, basisscholen, horeca en ski-resorts nog open. Het aantal bevestigde besmettingen was echter in een week van slechts enkele gestegen naar 71, waarvan meer dan de helft in hoofdstad Stockholm.
Zweden paste de strategie van groepsimmuniteit toe, in tegenstelling tot de meeste landen die de uiteindelijke eliminatie van het virus nastreefden. Hierbij werd door grotendeels vrijwillige maatregelen de verspreiding zodanig geremd dat het zorgsysteem niet overbelast geraakte. Als er lokaal te veel besmettingen waren, werden extra maatregelen genomen. Daarnaast werd geprobeerd de kwetsbaren zoveel mogelijk te isoleren totdat de groepsimmuniteit bereikt wordt. Na een eerste snelle stijging van de sterfgevallen werd de stijging minder. In vergelijking met de meeste landen was het sterftecijfer relatief hoog, maar nog ver onder de cijfers van bijvoorbeeld Italië. Deze strategie kreeg wereldwijd veel kritiek.
De immigrantengemeenschap in Zweden had moeite om de boodschap over de beschermingsmaatregelen over te nemen en toe te passen. Hierdoor waren er meer besmettingen in deze gemeenschap.
Op 21 april 2020 meldde de Zweedse gezondheidsagentschap dat de epidemie waarschijnlijk op zijn hoogtepunt was.
Statistieken en cijfers worden bijgehouden door het Volksgezondheidsagentschap Folkhälsomyndigheten